# Alessandro Di Battista
Alessandro Di Battista (né le 4 août 1978 à Rome) est un homme politique italien.

## Biographie
De 2013 à 2018, il est député du Mouvement 5 étoiles, dont il est l’un des dirigeants (membre du directoire à partir de 2014). Il est alors vice-président de la commission des affaires étrangères et communautaires à la Chambre.
Le 11 février 2021, après un vote en ligne sur la plateforme Rousseau, outil de démocratie participative du M5S, confirmant l'appui du parti au président du Conseil désigné Mario Draghi, il annonce quitter celui-ci, s'estimant en désaccord avec sa nouvelle ligne politique.